# Sphingonotus albipennis
Sphingonotus albipennis är en insektsart som beskrevs av Krauss 1902. Sphingonotus albipennis ingår i släktet Sphingonotus och familjen gräshoppor. Inga underarter finns listade i Catalogue of Life.